# マリア・アンナ・フォン・プロイセン
マリア・アンナ・フォン・プロイセン（ドイツ語: Maria Anna von Preußen, 1836年3月17日 - 1918年7月12日）は、プロイセンの王族、プロイセン王女（Prinzessin von Preußen）。ヘッセン＝カッセル家家長フリードリヒ・ヴィルヘルムの2度目の妻。

## 生涯
プロイセン王子カールとその妻でザクセン＝ヴァイマル＝アイゼナハ大公カール・フリードリヒの娘であるマリーの間に末娘として生まれた。洗礼名はマリア・アンナ・フリーデリケ（Maria Anna Friederike）。美しい王女として知られ、プロイセン宮廷では注目の的であった。
1852年頃、アンナはオーストリア皇帝フランツ・ヨーゼフ1世の皇后候補となった。かつてプロイセンを訪れていたフランツ・ヨーゼフ1世は、美しいと評判のアンナと会い心を奪われていたのである。フランツ・ヨーゼフ1世の母ゾフィー大公妃は姉のプロイセン王妃エリーザベト・ルドヴィカを通じてなんとか説得しようとしたが、アンナはこの時フリードリヒ・ヴィルヘルムと婚約しており、ドイツ統一を目指すプロイセンとしてもこの時期のオーストリアとの縁組は到底考えられるものではなかった。アンナ自身、フランツ・ヨーゼフ1世との結婚を望んでいたともいわれているが、結局かなうことはなく、フランツ・ヨーゼフ1世はのちにバイエルン王国の傍流出身のエリーザベトと結婚した。

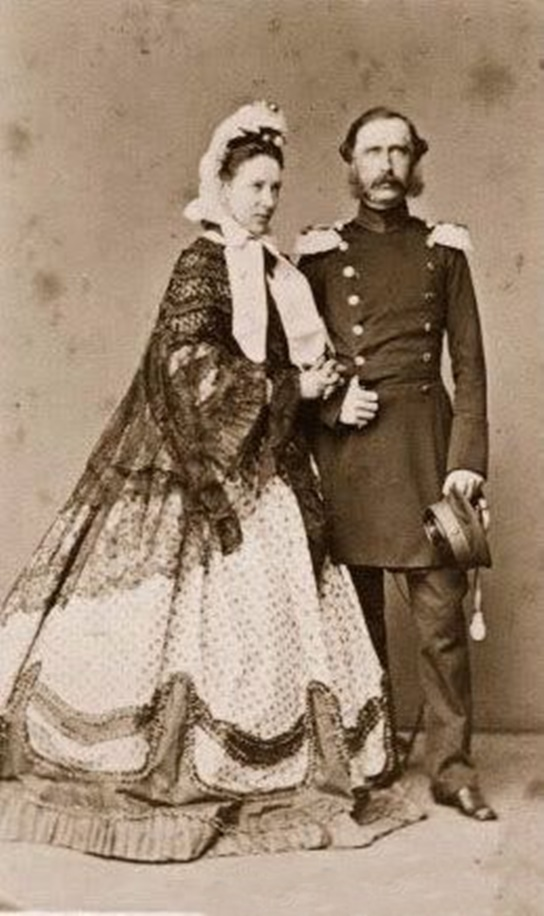
マリア・アンナとフリードリヒ・ヴィルヘルム夫妻

1853年5月26日、アンナはシャルロッテンブルク宮殿において、ヘッセン＝カッセル＝ルンペンハイム方伯フリードリヒ・ヴィルヘルムと結婚した。16歳年上のフリードリヒ・ヴィルヘルムとの結婚は、アンナにとって幸せなものではなかったといわれている。フリードリヒ・ヴィルヘルムはこの結婚の9年前に、アンナの従姉にあたる先妻のロシア大公女アレクサンドラ・ニコラエヴナを亡くしており、アレクサンドラに対する深い愛情を忘れてはいなかった。このため、アンナとフリードリヒ・ヴィルヘルムの間には心の距離があったとされ、友好的な関係ではあったものの夫婦としての愛情深さはなかった。
アンナは非常に知的な女性で、ヨハネス・ブラームス、クララ・シューマン、アントン・ルビンシテイン、ユリウス・シュトックハウゼン、ニルス・ゲーゼ、ヨハン・ペーター・エミリウス・ハートマンら著名な芸術家・音楽家の出入りする宮廷サロンを主宰した。彼女自身、テオドール・クラクに師事し、優れた才能と技量を持つ熟練のピアニストでもあった。アンナは1901年にローマ・カトリックに改宗したが、プロイセン王族のカトリックへの改宗は大きな政治問題を引き起こした。
アンナは1918年6月12日に82歳で亡くなり、フルダ大聖堂に埋葬された。

## 子女
夫フリードリヒ・ヴィルヘルムとの間に6人の子女をもうけた。
- フリードリヒ・ヴィルヘルム・ニコラウス・カール（1854年 - 1888年） - ヘッセン＝カッセル家家長
- エリーザベト・シャルロッテ・アレクサンドラ（1861年 - 1955年） - アンハルト公世子レオポルトと結婚
- アレクサンダー・フリードリヒ・ヴィルヘルム・アルブレヒト（1863年 - 1945年） - ヘッセン＝カッセル家家長
- フリードリヒ・カール・ルートヴィヒ・コンスタンティン（1868年 - 1940年） - フィンランド王、ヘッセン＝カッセル家家長
- マリー・ポリクセネ（1872年 - 1882年）
- ジビレ・マルガレーテ（1877年 - 1925年） - フリードリヒ・フォン・フィンケ男爵と結婚